# Machadobelba foliata
Machadobelba foliata är en kvalsterart som beskrevs av Hammer 1982. Machadobelba foliata ingår i släktet Machadobelba och familjen Machadobelbidae. Inga underarter finns listade i Catalogue of Life.